# Yohji Yamamoto
Yōji Yamamoto (山本 耀司 Yamamoto Yōji?) (Tokio; 3 de octubre de 1943), es un estilista y diseñador de moda japonés. Yohji es una persona muy discreta y mantiene su vida personal en celosa privacidad, pero es conocida su relación con Rei Kawakubo, otra diseñadora japonesa de vanguardia, a finales de los años ochenta y principios de los noventa. Yoshi tiene una hija, Limi Feu, que también es diseñadora de moda.

## Carrera

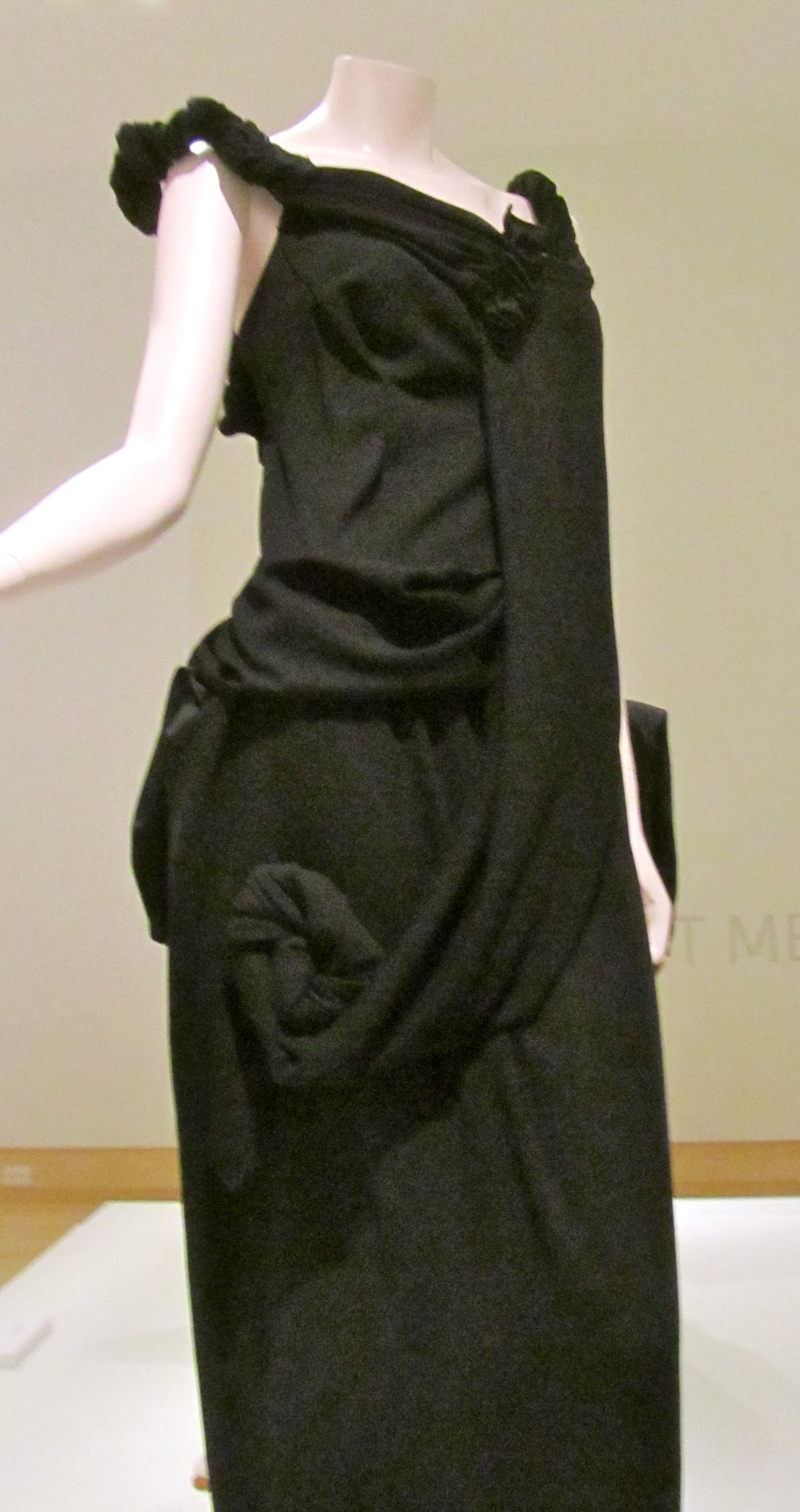
Vestido diseñado por Yohji Yamamoto en 1998

Después de haberse graduado en Derecho por la Universidad de Keiō en 1966, siguió sus estudios de diseño de moda en el Bunka Fukusō Gakuin. Después de haber presentado sus propias creaciones pret-a-porter en 1977, debutó en París en 1981. Yamamoto se convirtió rápidamente en uno de los estilistas más influyentes en la escena de la alta costura. Sus principales líneas de ropa Yohji Yamamoto (unisex) e Y's, obtuvieron un gran éxito comercial, sobre todo en Tokio, aunque las dos marcas son vendidas en tiendas de París, Londres y otras ciudades.
En 1989, el director Wim Wenders realizó un documental sobre la vida y la profesión de Yamamoto, titulado Apuntes de moda y viajes.
En años más recientes, Yamamoto ha realizado varias colaboraciones con marcas como Adidas —una línea de ropa deportiva llamada Y-3—, Hermès, Mikimoto y Mandarina Duck. Además, ha colaborado con artistas tan diversos como Elton John, Placebo, Takeshi Kitano —para el que ha realizado los trajes para las películas Brother, Dolis y Zatoichi—, Pina Bausch y Heiner Müller. 
Entre los clientes de Yamamoto se pueden citar Herbie Hancock, Chris Lowe, Pete Wentz, Steve McQueen, la estilista Donna Karan, el actor Justin Theroux, y el músico Miyavi. Yamamoto también ha diseñado los trajes para los conciertos de Jean-Michel Jarre.

## Estilo
«El estilo es el arte de mezclar, de poner en valor y de gobernar estéticamente lo que uno ama. Por lo que a mí respecta, me gusta asociar lo chic de los creadores a lo que voy encontrado en el mercado de las Pulgas. Elegir es nuestra última libertad. Llevar ropa de ciertos estilistas es como cambiar de vida. Cuando alguno me dice: "Yohji, quiero llevar tu ropa", le respondo: "Atento, no te fíes. No es así de simple"». (Entrevista de Yohji Yamamoto en Elle de 1999).
El estilo de Yamamoto viene definido como «moda post-atómica». Desde 1983, la moda Yamamoto —junto a la de Rei Kawakubo—, empieza a influenciar las pasarelas occidentales. Ya desde la mitad de los años 80, es reconocido por sus colegas como «maestro». En las colecciones de 1997 rinde homenaje a Chanel y Dior, invirtiendo sus propias tendencias innovadoras y recuperando cánones y estilos de la moda tradicional.
Yohji define su objetivo en sintetizar la estética tradicional japonesa minimizada, con su énfasis en la simplicidad y la pureza de la respuesta, y lo que él percibe como la tradición occidental más «humana», orientada hacia el cuerpo.